# Бич-Форк (парк штата)
Парк Бич-Форк (англ. Beech Fork State Park) — парк штата на территории округов Кабелл и Уэйн, в штате Западная Виргиния, в США.
Парк расположен на берегу озера Бич-Форк, которое из-за угрозы наводнений находится под контролем корпуса инженерных войск США на Бич-Форк у реки Туэлвепол-Крик. С момента своего основания в середине 1970-х годов государственный парк Бич-Форк стал популярным местом отдыха, прежде всего для жителей близлежащих городов Барборсвилль и Хантингтон в штате Западная Виргиния. Парк расположен в 16 километрах к югу от поворота на Хэл-Грир (11 поворот) на межштатной автомагистрали I-64. К парку можно также подъехать через повороты 8, 15 и 20 на той же автомагистрали. Недалеко от парка находится плотина на озере Бич-Форк. Скорость движения на лодках по озеру ограничена и контролируется.
На территории парка находятся 4 лагеря с 275 кемпингами, 6 кабинок, плавательный бассейн, походные тропы, горные велосипедные тропы, места для рыбалки и пикников, теннисный корт, волейбольная и баскетбольная площадки, футбольный стадион, пункты водоснабжения и сбора мусора, пункт проката лодок.
Доступность парка для инвалидов оценивали специалисты из Университета Западной Виргинии. Положительную оценку получили палаточный лагерь, место для пикника, бассейн, а также двери и пандусы общественных зданий. Однако были выявлены проблемы с вывесками на зданиях и парковках, доступностью туалетов.